# 索茲氏兵鯰
索茲氏兵鯰，為輻鰭魚綱鯰形目美鯰科兵鯰屬的其中一種，為熱帶淡水魚。分布於南美洲Mamoré河流域，體長可達6公分，棲息在底層水域，生活習性不明。

## 扩展阅读
維基物種上的相關：索茲氏兵鯰